# Eishockey-Landesliga Bayern 1989/90
Die Eishockey-Landesliga Bayern 1989/90 wurde unter dem Dach des Bayerischen Eissportverbandes (BEV) organisiert und war nach der Bayernliga eine der sechsthöchsten Spielklassen im deutschen Eishockey.

## Saisonverlauf
In der 42. Ausspielung dieser Liga wurde der ERC Haßfurt Meister und war zugleich als Aufsteiger in die Bayernliga qualifiziert. Die Mannschaften auf den Plätzen zwei bis sieben waren ebenfalls aufstiegsberechtigt. Ein Absteiger und vier Rückzieher haben die Liga verlassen.

### Modus
In der Saison 1989/90 wurde mit 28 Mannschaften in drei Hauptrundengruppen eine Einfachrunde gespielt. Nach der Vorrunde qualifizierten sich die Gruppensieger  für die Meisterrunde und die Teams auf den Plätzen zwei bis vier für die Platzierungsspiele. Aufstiegsrecht für die Bayernliga 1990/91 erhielten die Mannschaften auf den Plätzen eins bis sieben. Die Letztplatzierten jeder Gruppe wären die Absteiger gewesen. Da es aber am Ende der Saison nur einen Absteiger und vier Rückzieher gab, kam die Abstiegsregelung nicht zur Anwendung.

## Teilnehmer
Nicht mehr dabei waren die Auf- und Absteiger der Vorsaison. Neu hinzukamen der ERC Ingolstadt, Rückzieher aus der Oberliga und drei Kreisligaaufsteiger. Absteiger aus der Bayernliga gab es nicht.

### Hauptrunde
|           | Gruppe A             | Gruppe B               | Gruppe C           |
| --------- | -------------------- | ---------------------- | ------------------ |
| 1. Platz  | ERC Haßfurt          | EC Planegg-Geisenbrunn | ESV Buchloe        |
| 2. Platz  | ERC Ingolstadt (A)   | EHC Bad Aibling        | TSV Marktoberdorf  |
| 3. Platz  | SC Bad Kissingen     | ERSC Ottobrunn         | VfL Denklingen     |
| 4. Platz  | FC Troschenreuth (N) | EV Mittenwald          | ESV Burgau         |
| 5. Platz  | EC Erkersreuth       | SC Gaißach             | SC Memmingen 1b    |
| 6. Platz  | TSV Erding 1b (N)    | SC Eibsee-Grainau      | EV Pfronten 1b (N) |
| 7. Platz  | ERC Regen            | EV Fürstenfeldbruck 1b | ESV Türkheim       |
| 8. Platz  | –                    | TC Rosenheim           | SC Forst           |
| 9. Platz  | –                    | EC Thanning            | MTV Dießen         |
| 10. Platz | –                    | USC München            | TSV Haunstetten    |
| 11. Platz | –                    | –                      | SV Kempten         |

 Teilnehmer Meisterrunde, Teilnehmer Platzierungsspiele fett gedruckt *  Absteiger / Rückzieher.

### Meisterrunde
|    | Mannschaft  | Spiele | Tore  | Diff. | Punkte |
| -- | ----------- | ------ | ----- | ----- | ------ |
| 1. | ERC Haßfurt | 4      | 35:16 | +20   | 8      |
| 2. | ESV Buchloe | 4      | 16:18 | −2    | 4      |
| 3. | EC Planegg  | 4      | 14:32 | −18   | 0      |

 BLL-Meister und Aufsteiger  Aufsteiger, (N) = Neu in der Liga

### Platzierungsspiele
|    | Mannschaft        | Spiele | Tore  |
| -- | ----------------- | ------ | ----- |
| 4. | ERC Ingolstadt    | 2      | 18:10 |
| 5. | EHC Bad Aibling   | 2      | 10:18 |
| 6. | EC Bad Kissingen  | 2      | 16:6  |
| 7. | ERSC Ottobrunn    | 2      | 6:16  |
| 8. | TSV Marktoberdorf |        |       |
|    | VfL Denklingen    |        |       |

 Aufsteiger
Gesamtergebnisse nach Hin- und Rückspiel
- 4. Platz ERC Ingolstadt : EHC Bad Aibling 18:10
- 6. Platz EC Bad Kissingen : ERSC Ottobrunn 16:6